# Adriana Lecouvreur

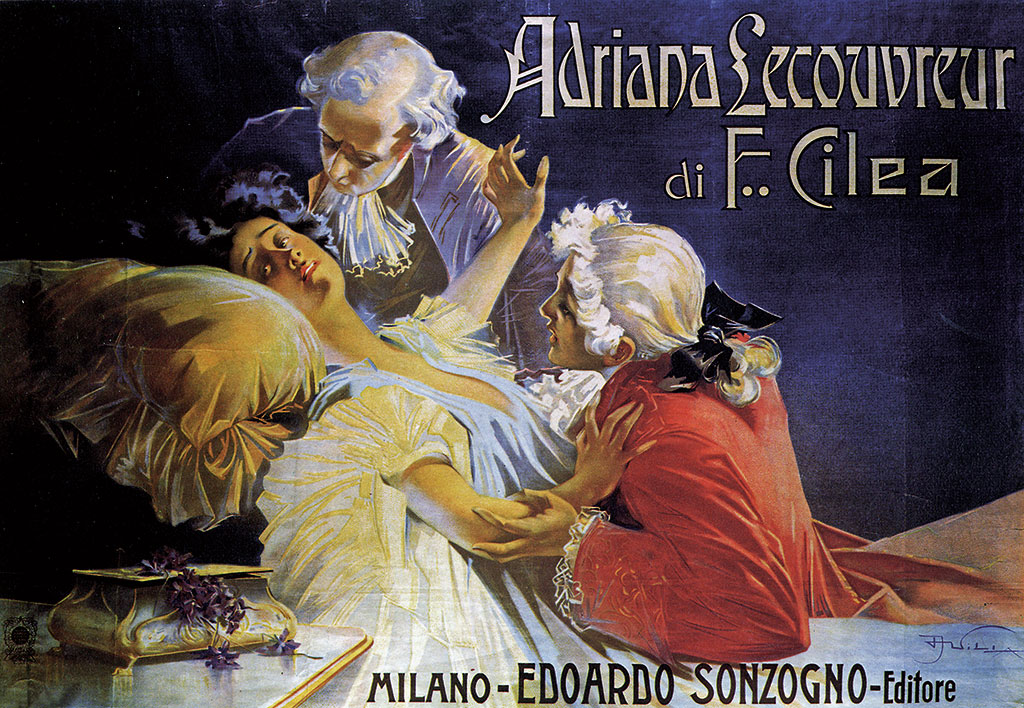

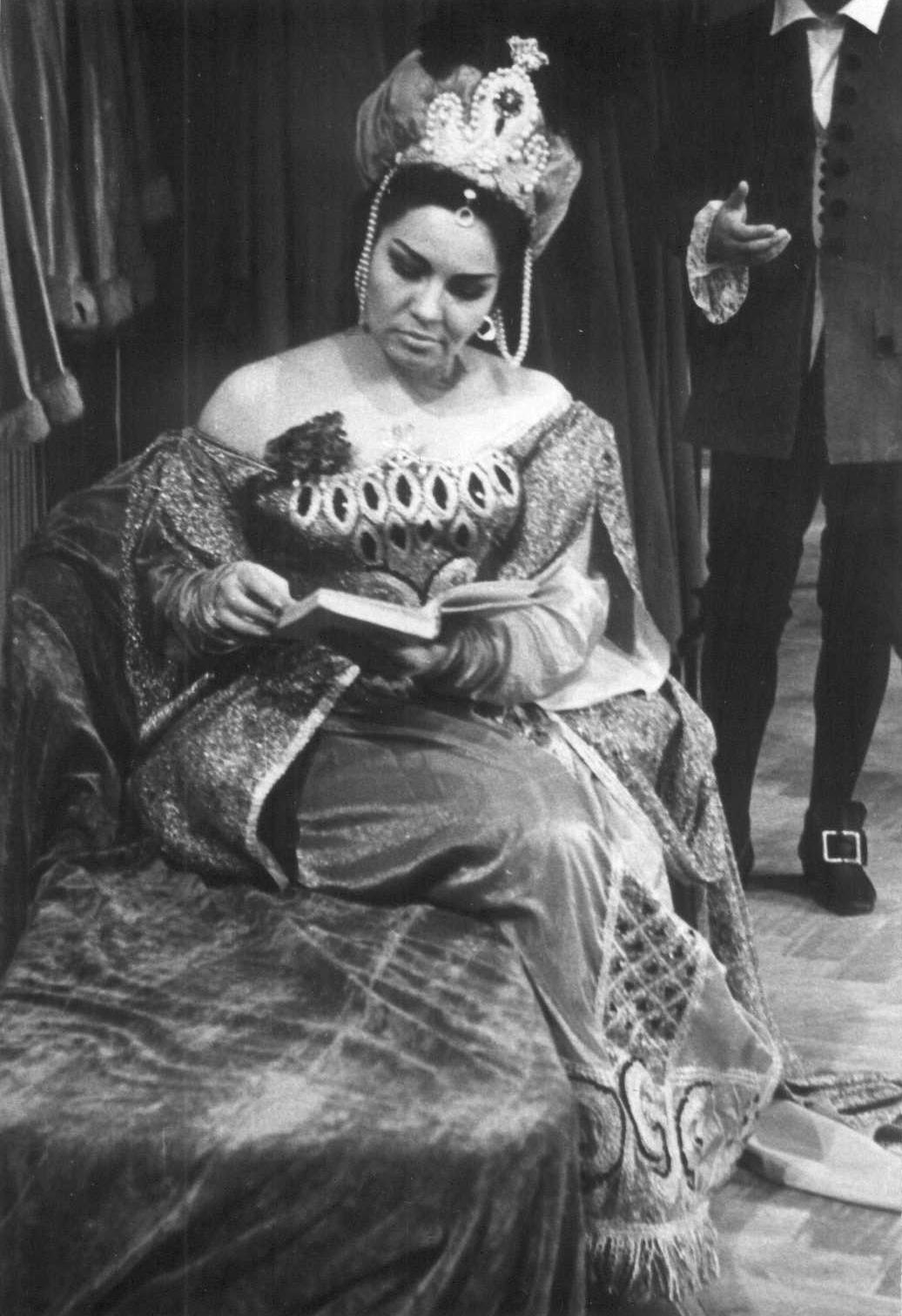
Den bulgariska sopranen Penka Koeva som Adriana Lecouvreur.

Adriana Lecouvreur är en verismo-opera i fyra akter med musik av Francesco Cilea. Libretto av Arturo Colautti efter ett skådespel med samma namn av Eugène Scribe. Opera uruppfördes den 6 november 1902 på Teatro Lirico i Milano med Enrico Caruso i den manliga huvudrollen som greve Maurizio av Sachsen.

## Bakgrund
Adrienne Lecouvreur (1692–1730)  var en av sin tids mest berömda och framstående franska skådespelerskor och var engagerad vid Comédie-Française. Hon var älskarinna till Moritz, greve av Sachsen (illegitim son till August den starke och Aurora Königsmarck) som levde i Paris som marskalk för den franska armén. Kärleksförhållandet mellan de båda tog slut redan före skådespelerskans död. Efter hennes alltför tidiga bortgång, spreds ett rykte om att hon fallit offer för en intrig. Det var kring det här ryktet som Scribe och Ernest Legouvé byggde upp handlingen till teaterpjäsen Adrienne Lecouvreur.

## Historia
I tidens anda skapade Cilea ledmotiv och temata som erinrade om tidigare händelser, mestadels lyckade, inställsamma melodier som han fogade samman i ett uppluckrat system. Varje huvudgestalt erhöll en karakteristisk musikalisk profil: greve Maurizio fick en ungdomlig, lidelsefull cantilena. Furstinnan ett kraftigt rytmiskt mörkt hatmotiv förenat med genomslagskraften i ett övervägande mörkt mezzosopranläge. Men han skänkte Adriana ett av sina mest ömsinta melodiska uppslag. Melodin presenteras redan i första aktens öppningsscen i ett slags entréaria och karakteriserar titelrollen genomgående ända fram till operans slut.
Scribes original är ett pikant intrigstycke, som ger en träffande beskrivning av teatervärlden bakom kulisserna, en historierande framställning av barocken och med fina poänger, som ibland låter helheten nå komedins höjder. Med Massenet och Puccini som förebilder utnyttjade Cilea även komikens möjligheter, det vill säga senromantikens franska Opéra comique-stil. I gruppscenerna slår Cilea an en lätt och elegant, ofta humoristiskt färgad samtalston. Grundstämningen är emellertid allvarlig, rent av känslosam.

## Personer
- Maurizio, greve av Sachsen (tenor)
- Fursten av Bouillon (basstämma)
- Abbé de Chazeuil (tenor)
- Michonnet, regissör (baryton)
- Quinault, skådespelare (basstämma)
- Poisson, skådespelare (tenor)
- Adriana Lecouvreur, skådespelerska (sopran)
- Furstinnan av Bouillon (mezzosopran)
- Överhovmästaren (tenor)
- Mlle Jouvenot, skådespelerska (sopran)
- Mlle Dangeville, skådespelerska (mezzosopran)
- Athenaide, hertiginna av Aumont, Markisen, Baronessan, En kammarjungfru (stumma roller)

## Handling
Operan utspelar sig i Paris 1730.
Akt I
Den firade skådespelerskan Adriana Lecouvreur bekänner för sin beundrade Michonnet att hon älskar den unge officeren Maurizio. Han är i själva verket greve av Sachsen. Före föreställningen, där Adriana spelar Roxanes roll i Racines tragedi Bajazet, skänker hon Maurizio en violbukett som tecken på sin kärlek. Den nya kärleksförbindelsen överskuggas dock av en tidigare: greven har ännu inte avslutat sin kärleksaffär med furstinnan av Bouillon. Även  fursten av Bouillon har en älskarinna bland skådespelerskorna, mlle Duclos, som under föreställningen skall överlämna en biljett till greven, där han av furstinnan får en inbjudan till ett möte i hennes hus. Biljetten snappas emellertid upp av fursten. Fursten tror att Duclos bedrar honom och bjuder efter föreställningen in alla från teatern till det olycksbådandet huset.
Akt II
Furstinnan av Bouillon och greven av Sachsen träffas i skådespelerskan Duclos lilla hus i området Grange Batelière. Han är tacksm mot furstinnan för hennes politiska bistånd, men avvisar hennes kärlek. För att blidka hennes misstankar om att han har en ny väninna, ger han henne Adrianas violbukett. Fursten och hans gäster anländer för att övertyga sig om mlle Duclos otrohet, men de finner ingen dam tillsammans med greven. Furstinnan har med Adrianas hjälp lyckats lämna villan genom en hemlig dörr.
Akt III
Vid en fest i Palais Bouillon erkänner Adriana och furstinnan för varandra att de är rivaler. Som svar på furstinnans provokation reciterar Adriana en monolog ur Racines Fedra, en anspelning på furstinnans omoral. Gästerna hyllar entusiastiskt skådespelerskan, medan den förbittrade furstinnan känner sig kränkt av monologens budskap.
Akt IV
Adriana finner bland sina födelsedagsgåvor samma violbukett som hon en gång gav till greve. Adriana tror att hon har fått violerna som en avskedsgåva av Maurizio, men i själva verket är det furstinnan som har sänt sin kärleksrival den förgiftade blombuketten. Den melankoliska Adriana andas djupt in violernas dödliga doft. Maurizio som på nytt vill bekänna sin kärlek, kommer för sent och Adriana dör i hans armar.

## Berömda arior
- Akt 1. Io sono l'umile ancella (Adriana); La dolcissima effige sorridente (Maurizio)
- Akt 4. Poveri fiori (Adriana)

## Diskografi (urval)
- Adriana Lecouvreur. Malfitano, Kraus, Cappuccilli, Baltsa. Wiener Staatsopernchor, Wiener Philharmoniker. Leonard Bernstein, dirigent. Deutsche Grammophon 420 184-2. 2 CD.
- Adriana Lecouvreur. Sutherland, Bergonzi, Nucci, d'Artegna, Cicuca. Welsh National Opera Choir and Orchestra. Richard Bonynge, dirigent. Decca 475 7906. 2 cd.[1]